# Institución Educativa Juana Alarco de Dammert (Cercado de Lima)
https://www.youtube.com/@I.E1049JUANAALARCODEDAMMERT
https://www.facebook.com/1049jad/Institución+Educativa+N.º+1049++Juana+Alarco+de+Dammert++(Cercado+de+Lima)TipoEducación+públicaFundación1905LocalizaciónDirecciónJirón+Cuzco+N.º+426+–+Cercado+de+LimaLima,+PerúArchivo:Flag+of+Peru.svg+PerúCoordenadas%5Beditar+datos+en+Wikidata%5D
El Institución Educativa Nº 1049 Juana Alarco de Dammert es un colegio nacional mixto situado en el Cercado de Lima, Lima, Perú. Fundado en 1905, lleva el nombre de una notable peruana que fue filántropa y benefactora de la infancia: Juana Alarco de Dammert (1842-1932), conocida como la "abuelita de los niños". Tiene la categoría de Colegio Centenario. Cuenta con las modalidades de primaria y secundaria para menores, así como la modalidad de nocturna para adultos.

## Historia
Fue fundado el 14 de mayo de 1905, como la Escuela Primaria de Menores N° 437, siendo Presidente de la República del Perú Presidente de la República el doctor José Pardo y Barreda y Ministro de Instrucción el doctor Jorge Polar. Su primer director fue Isidoro Poiry, cuyo domicilio, ubicado en la calle Corcovado (actual Jirón Cuzco, en el Cercado de Lima) sirvió como sede de la escuela.
Posteriormente adoptó el nombre de Juana Alarco de Dammert, egregia figura que trabajó en beneficio de la infancia peruana desde fines del siglo XIX hasta su muerte en 1932, invirtiendo su propio patrimonio y el de otras personas caritativas.
El colegio amplió su cobertura educativa en 1976 al crearse el nivel de secundaria de menores. En 1982 implantó la modalidad para adultos (nocturna).
Desde el año 2015 viene siendo liderada por el Mag. Mario Roncallo Miraval, en su gestión se ha modernizado la organización e  infraestructura, evidenciado en la renovación total de sus patios de deportes, ambiente de biblioteca, AIP, cerámicos en aulas, laboratorio, expresarte, repostería así como la habilitación de equipo multimedia en todas las aulas. Esta nueva visión permitió que la IE 1049 Juana Alarco de Dammert participara activamente en diversos Concursos locales, regionales y nacionales; obteniendo premios en PEIN por tres años consecutivos, La Buena Escuela por dos años consecutivos, entre otros organizadas por MUNLIMA y MINEDU; a nivel nacional fueron ganadores los años 2022 y 2023 en el CONCURSO DE INNOVACIÓN EDUCATIVA FONDEP. consolidándose como una escuela ganadora, con un liderazgo reconocido por parte del señor Director, quien además ocupó el cargo de coordinador de la REI 03 y Coordinador General de REI de la UGEL 03 el año 2023.